# 月城小夜子
月城 小夜子（つきしろ　さよこ、本名：稲垣 洋子、1950年？ - 2020年7月4日）は、日本の喜劇役者、女優。

## 概要
高校2年の時に松竹新喜劇の研究生に応募し、1969年の卒業と同時に入団。入団後は藤山寛美の部屋子となり、寛美から「城の上に月が出る頃、元気になる子」の意味を込めて月城小夜子の芸名をもらう。
劇作家の香川登志緒によれば、1970年ごろから頭角を表し、狂言『裏路地』で渋谷天外や藤山寛美らのベテランを相手にして行なった熱演をきっかけに役者として認められ始めたという。1976年9月の中座公演で月城の幹部俳優昇進が発表された。幹部俳優といえば10年以上のベテランが昇進するのが通例だったため、月城の昇進は異例の抜擢であった。その後も寛美と掛け合うボケ役で人気を博し、女寛美の異名もとった。私生活では1979年に新喜劇所属の俳優と結婚し、1児をもうけたが、1984年に離婚。1990年1月に新喜劇を退団した。
その後、息子の獅童礼斗（しどう あきと、1983年5月2日 - ）が座長を務める「劇団獅子」の座員として全国を巡り活動していたが、癌のため2020年7月4日午前4時に死去したことが、獅童のSNSでの書き込みで公表された。

## 出演
- 「親指小指」（脚本・館直志、1988年2・3月公演序幕）[6]
- 「新町橋の裏通り」（1988年2・3月公演中幕）- 女役者[6]
- 「殿様と男芸者」（1988年2・3月公演切り）- 女中[6]
- 「鼓」（脚本・館直志、1988年6・8月公演、大阪公演のみ）[7]
- 「愚兄愚弟」（脚本・館直志、1988年6月公演）[7]
- 「女は度胸・男は愛嬌」（脚本・藤井薫、1989年1月公演序幕）[8]

## 参考
- http://三吉演芸場.com/takeru.html

| スタブアイコン | サブスタブ | この項目は、まだ閲覧者の調べものの参照としては役立たない、俳優（男優・女優）に関連した書きかけの項目です。この項目を加筆・訂正などしてくださる協力者を求めています（P:映画/PJ芸能人）。 |